# جنت میلز
جنت میلز (انگلیسی: Janet Mills؛ زادهٔ ۳۰ دسامبر ۱۹۴۷) سیاستمدار و وکیل آمریکایی است که از ژانویه ۲۰۱۹ به عنوان هفتاد و پنجمین فرماندار ایالت مین خدمت می‌کند. او پیش از این در دو نوبت دادستان کل ایالت مین بود.

میلز که عضو حزب دموکرات است، اولین بار در ۶ ژانویه ۲۰۰۹ توسط مجلس قانونگذاری مین به عنوان دادستان کل انتخاب شد. دوره دوم او در ۳ ژانویه ۲۰۱۳ پس از دوره مسئولیت ویلیام اشنایدر آغاز شد. او اولین زنی بود که به این سمت رسید. قبل از فعالیت به عنوان دادستان کل، او در مجلس نمایندگان مین، نمایندگی فارمینگتن را به عهده داشت. حزب دموکرات، او را برای فرمانداری در انتخابات ۲۰۱۸ معرفی کرد و او با شکست دادن شان مودی جمهوری‌خواه و تری هیز مستقل پیروز شد و در ۲ ژانویه ۲۰۱۹، به عنوان اولین فرماندار زن ایالت مین آغاز به کار کرد. میلز در سال ۲۰۲۲ برای بار دوم به عنوان فرماندار انتخاب شد.